# 弒不過三
《弒不過三》（英語：Kill Me Three Times）是一部2014年澳大利亞黑色喜劇驚悚片，由克里夫·史丹德執導。電影於2014年9月6日的多倫多國際電影節上首映，2014年11月28日在澳大利亞發布。

## 劇情
故事敘述一位富有人家的妻子被一位職業殺手盯上，後來他察覺不只有自己盯上了其目標....。

## 演員
- 賽門·佩吉飾演查理·沃夫（Charlie Wolfe）：職業殺手。
- 艾莉絲·布拉加飾演愛麗絲·泰勒（Alice Taylor）：傑克的妻子。
- 蘇利文·斯坦布萊頓飾演納森·韋伯（Nathan Webb）：欠有賭債的牙科醫師。
- 泰瑞莎·帕瑪飾演露西·韋伯（Lucy Webb）：納森的控制狂妻子和助手。
- 路克·漢斯沃飾演戴倫·史密斯（Dylan Smith）：加油站老闆和汽車技工。
- 凱藍·莫維飾演傑克·泰勒（Jack Taylor）：汽車旅館老闆[3]。
- 布萊恩·布朗飾演布魯斯·瓊斯（Bruce Jones）：腐敗的警察。

## 製作
劇本由愛爾蘭編劇詹姆斯·麥法蘭負責，作為自己的首次編劇工作。電影於2013年9月在珀斯開拍。主要於西澳的多處地點取景，其中包括葡萄酒產區的瑪格麗特河。後期製作在維多利亞進行。

## 發行

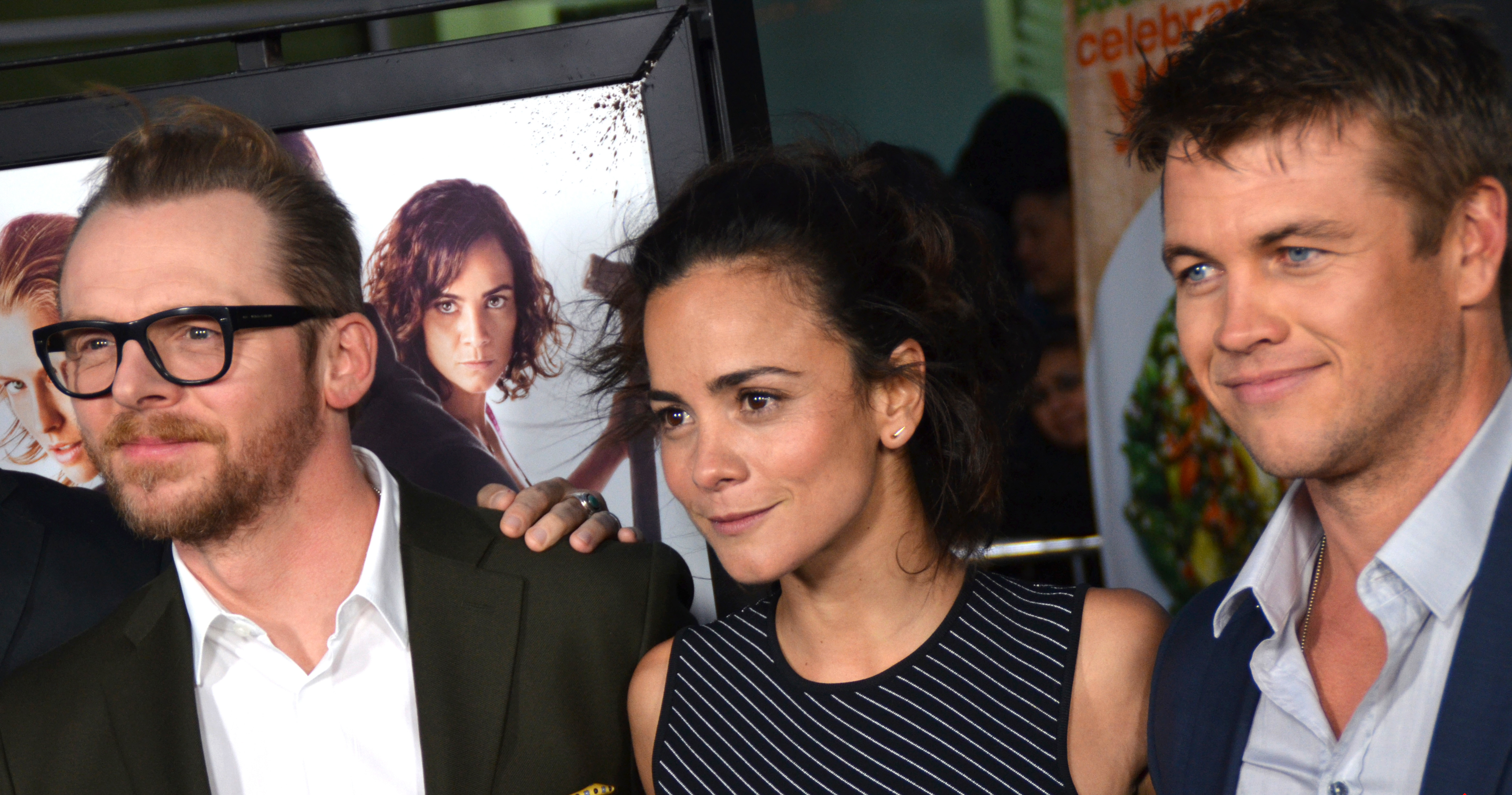
2015年3月，賽門·佩吉、艾莉絲·布拉加和路克·漢斯沃在洛杉磯的電影首映會上

2014年9月，本片於多倫多國際電影節上首映，一個月後在英國的倫敦影展發行。在美國於2015年4月釋出在限定地區。

## 榮譽
- 提名-澳洲電影及電視美藝學院獎最佳原創劇本（英语：AACTA Award for Best Original Screenplay）

## 外部連結
- 互联网电影数据库（IMDb）上《弒不過三》的资料（英文）